# Dindigul (dystrykt)

Dystrykt Dindigul na mapie stanu Tamilnadu

Dindigul – jeden z dystryktów stanu Tamilnadu (Indie). Stolicą dystryktu Dindigul jest miasto Dindigul.

## Położenie
Od zachodu i północnego zachodu graniczy z dystryktem Tiruppur, od północnego wschodu z Karur, od wschodu z dystryktem Tiruchirapalli, od południa z dystryktami Madurai i Theni, od południowego zachodu ze stanem Kerala.